# Бомбардування Відня
Місто Відень в Австрії під час Другої світової війни бомбардували всього 52 рази. В результаті повітряних атак було зруйновано 21% міста. 

## Історія
Перший повітряний наліт 4 вересня 1942 року здійснив одиничний радянський бомбардувальник. Ушкодження від атаки були незначними, тому наліт залишився майже непоміченим.
Бомбардувальники західних союзників досягли Відня вже у 1944 році, коли висадка у Італії дозволила їм створити авіабазу у Фоджії. Після цього на місто почались повітряні атаки.
Протиповітряній обороні Відня допомагали кільце зенітних батарей, розташованих навколо міста, і три пари зенітних веж. Через дедалі більшу нестачу палива до осені 1944 року наземна артилерія була єдиним захистом від повітряних нальотів. Щоб збити один бомбардувальник, зазвичай потрібно було близько 5000 малокаліберних і 3400 великокаліберних снарядів. За добу збивали в середньому один із 125 літаків. Вночі це впало лише до одного зі 145. Проте приблизно третина літаків зазнали серйозних пошкоджень. Деякі віденські фабрики було переміщено в бомбозахищені місця, такі як печери (наприклад, Зегротте біля Гінтербрюля) або сховані іншим чином. Військова промисловість збільшила виробництво, часто шляхом використання примусової праці в'язнів концтаборів і військовополонених. Об'їзні дороги для транспортних розв’язок були встановлені ще до бомбардувань, і рух транспорту не припинявся до останніх днів війни.
До початку 1945 року на Відень скинули вже 1800 бомб. У березні 1945 року авіація США та Великої Британії скинула 80 000 тонн бомб, знищивши понад 12 000 будівель, а 270 000 людей залишилися без даху над головою. 

## Втрати
Внаслідок бомбардувань було знищено 21% Відня. Близько 37 тис. будинків були зруйновані повністю, ще 50 тис. — частково. Загинуло бл. 9 тис. осіб, з них — 8 тис. складали віденці, 1 тисяча — приїжджі або евакуйовані з більш небезпечних регіонів Німеччини.
Попри це, порівняно з іншими багатьма німецькими містами, пошкодження у Відні були мінімальними, місто змогло зберегти свій історичний вигляд. Через це Відень, разом зі всією Австрією, отримало прізвисько «бомбосховище Німецького рейху» та зберігало його до самого звільнення союзниками.